# Estádio José Amalfitani
O Estádio José Amalfitani, também conhecido como O Forte de Liniers (em espanhol: El Fortín de Liniers) é um estádio localizado em Buenos Aires, na Argentina. Seu nome popular provém de uma referência quanto ao bairro de Liniers, onde está erguido. A equipe de futebol Vélez Sarsfield é a sua proprietária.
Atualmente tem capacidade para 49.540 torcedores. É também utilizado pela Seleção Argentina de Rugby, sendo desde 2016 a casa do time de rugby do Jaguares.

## História

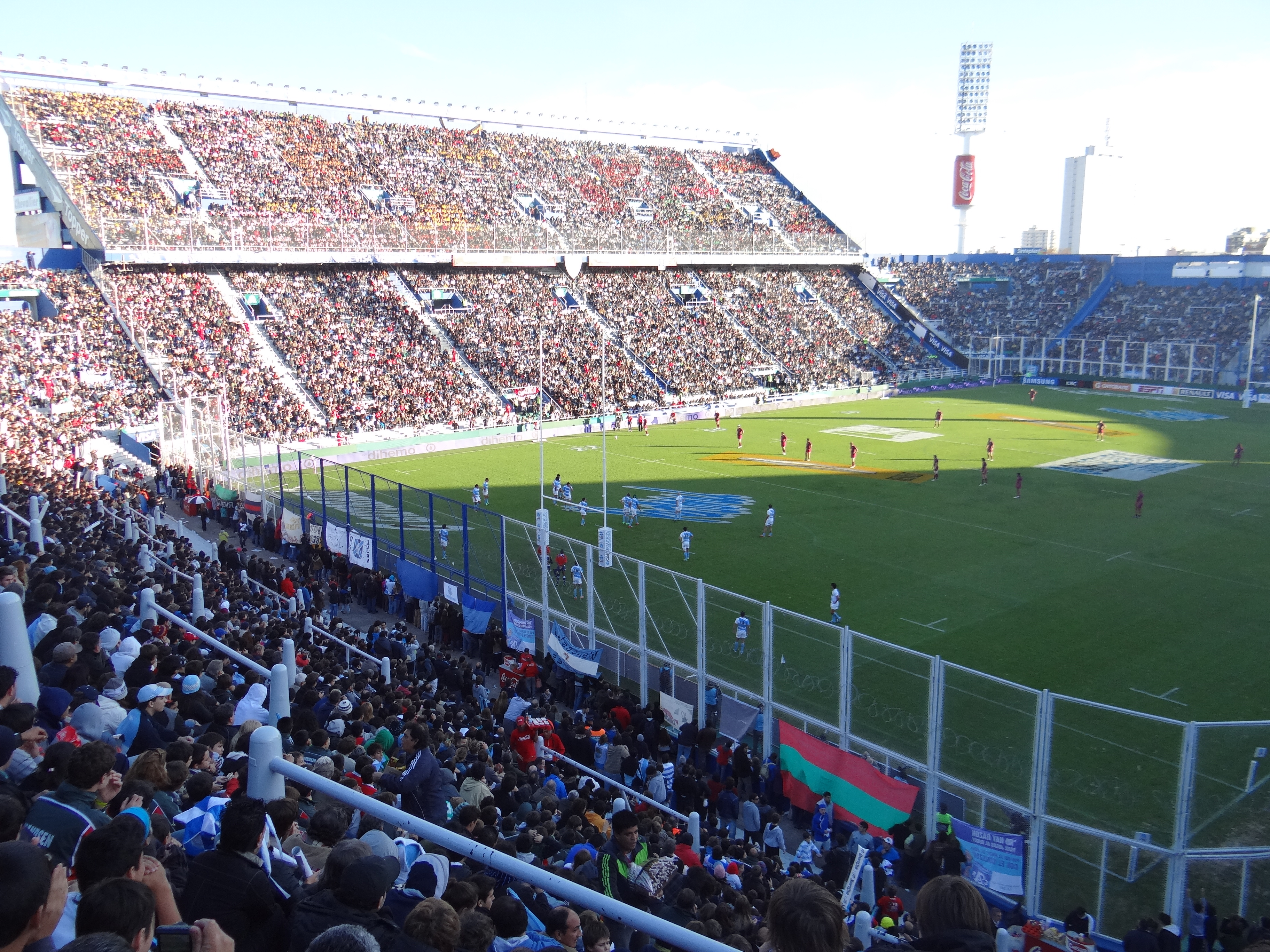
Partida da Seleção Argentina de Rugby no estádio.

Sua inauguração foi realizada em 22 de abril de 1951, em uma partida da equipe local contra o River Plate (empatado em 2 a 2).
O sistema de iluminação foi inaugurado em 1968, com a disputa de um amistoso contra o Santos Futebol Clube de Pelé.
Foi uma das sedes da Copa do Mundo FIFA de 1978.

## Eventos

### Jogos da Copa do Mundo FIFA de 1978
Seguem-se as partidas realizadas neste estádio, todas realizadas pelo Grupo 3 da primeira fase na Copa de 1978:
- 3 de junho:   Áustria 2 - 1  Espanha
- 7 de junho:   Áustria 1 - 0  Suécia
- 11 de junho:   Espanha 1 - 0  Suécia

### Jogos clássicos de Rugby
Seguem-se alguns dos históricos confrontos de rugby realizados neste estádio:
- 24 de junho de 2006 - Argentina  19 - 25  Nova Zelândia
- 13 de julho de 1991 - Argentina  14 - 18  Nova Zelândia
- 6 de julho de 1991 - Argentina  6 - 36  Nova Zelândia
- 7 de novembro de 1987 - Argentina  27 - 19  Austrália

### Outros eventos
Seguem-se alguns do eventos de diferentes razões e segmentos que se realizaram neste estádio:
- o estádio recebeu a celebração de missa do então Papa João Paulo II, durante a sua segunda e última visita à Argentina, em abril de 1987;[7]
- em 17 de outubro de 1983, o Partido Justicialista realizou no estádio as comemorações pelo Dia de la Lealtad;[8]
- em 4 de agosto de 1991, Xuxa fez história no estádio com sua turnê Xuxa 91, lotando o estádio ao máximo com 80 mil pessoas;[9]
- em 1996, o local recebeu vários eventos evangélicos. O mais representativo foi uma palestra sobre "santidade e integridade sexual", que recebeu o nome de Superclássico da Juventude (em espanhol: Superclásico de la Juventud) e contou com a presença de Palito Ortega.[10] Este evento foi novamente realizado em 2004;
- um duelo de boxe foi realizado neste estádio, em 27 de abril de 2013. Diante de quarenta mil pessoas presentes, o argentino Sergio Maravilla derrotou o britânico Martin Murray e conquistou o cinturão dos médios pelo Conselho Mundial de Boxe (CMB).[3]